# Liam Lawson
Liam Lawson  (Hasting, Nova Zelanda; 11 de febrer de 2002) és un pilot automobilístic que des de 2019 forma part de l'equip júnior de Red Bull. Va ser subcampió en diferents competicions (com al DTM la seva primera temporada), campió a la Toyota Racing Series el 2019 i va quedar tercer al Campionat de Fórmula 2 de la FIA.
Lawson va debutar a Euroformula Open la seva carrera automobilística, passant per la Toyota Racing Series, DTM, Fórmula 2 i Super fórmula japonesa, en la que va guanyar la seva primera cursa. A més, el 2023 va debutar a Fórmula 1, al Gran Premi dels Països Baixos, on va substituir a Daniel Ricciardo.

## Inicis a l'automobilisme

#### Karting
Lawson s'inicià al karting als 6 anys. El seu pare, Jared, explica al documental Behind The Helmet la primera experiència del seu fill en el circuit de Mt Wellington kart track. Als 8 anys va començar a competir en competicions nacionals i regionals amb el suport de l'empresa del seu oncle, Cyrus International Cargo.
El primer títol nacional de Lawson va arribar el 2012, quan va guanyar la classe Cadet del NZ CIK Championship. També va quedar tercer en el NC Spring Championship el mateix any.
L'any 2013 Lawson va ser convidat a unir-se al Sodi Kart team, conduït per Jody Vincent. Allà va conèixer el seu entrenador i també pilot de kàrting Mat Kinsman, que encara participa en curses i ha aconseguit més de 20 títols nacionals. Per això, Lawson va triar el mateix número 30 en honor seu. Aquell any, Liam va guanyar el seu segon campionat nacional en la categoria Júnior amb el Sodi team, i també va quedar subcampió del NZ Schools' Championship.
El 2014 Lawson va guanyar dos títols nacionals en la categoria Júnior en les competicions NZ Sprint Championship i en la NZ Schools.
L'any 2015 va quedar tercer en el NZ National Sprint Championship en la mateixa categoria.

#### Formula First
El maig del 2015 Lawson va entrar en el prestigiós programa SpeedSport Scholarship, que oferia una beca en la categoria Formula First single-seater amb l'equip Dénia Martin's Sabre Motorsport. Amb tretze anys Lawson va guanyar els 5 finalistes per aconseguir la beca.
Va entrar a la Manfield Winter Series. Va competir al campionat de Formula First de Nova Zelanda, on va acabar en sisena posició i va aconseguir el premi de Rookie of the year al millor debutant de l'any.

#### Formula Ford
Després d'un any a la Formula First, Liam es va graduar a Formula Ford (a Nova Zelanda coneguda com F1600). Amb recursos limitats va aconseguir el campionat de l'illa sud de Fórmula Ford i el campionat de Nova Zelanda F1600 Championship. Va participar en 22 curses l'estiu de 2016, de les quals en va guanyar 20, va obtenir una segona posició i va haver d'abandonar per un problema al motor a la Christchurch's Ruapuna Raceway. Lawson va proclamar-se campió de Nova Zelanda en l'última carrera en el circuit Manfeild, convertint-se en el campió més jove de Fórmula Ford.

#### Formula 4 Austràlia
Al 2017, dos mesos després de proclamar-se campió de Nova Zelanda de Fórmula Ford, Lawson va anar a Austràlia per competir en Formula 4 (a quinze anys, era l'única competició on podia competir). Lawson va entrar a la primera ronda al circuit de Sandown amb l'equip BRM d'Adelaida, acompanyat del seu mentor Ken Smith. Lawson, després de les sis primeres curses, ja tenia dues victòries i quatre segons llocs, liderant el campionat i obtenint més patrocinadors a Nova Zelanda. Tot i que va aconseguir una altra victòria al circuit de Perth, en les dues següents curses va tenir problemes amb el motor. Va aconseguir dos podis més al circuit de Phillip Island. Malgrat haver canviat de cotxe a l'última carrera, Lawson va acabar la temporada de Fórmula 4 Australiana amb 13 podis i 5 victòries.
Formula 3 Àsia
El 2018 l'equip irlandès Pinnacle Motorsport va fitxar a Lawson per competir en l'última ronda de la Formula 3 Asiàtica al circuit de Sepang, a Malàisia. Va ser la primera vegada que conduïa un cotxe amb halo. Va aconseguir la primera posició en les tres curses on va competir.
Formula 4 Europea
El Febrer de 2018 Lawson va viatjar als Països Baixos per fer unes proves amb cotxes de Fórmula 4 al circuit de Zandvoort amb l'equip neerlandès Van Amersfoort Racing. Els resultats van ser molt bons i Lawson va tornar a Nova Zelanda amb un seient assegurat per la següent temporada de Fórmula 4. Dos mesos després, va anar a Oschersleben per la primera carrera de l'ADAC Formula 4 championship.

## Carrera professional

### FIA Formula 3
Red Bull Racing va fitxar Lawson a l'equip MP Motorsport per la temporada de 2019 de la FIA Formula 3.
La temporada no va començar bé per un problema al motor en la primera cursa durant la volta de formació al Circuit de Barcelona-Catalunya. A més, va patir un problema al motor en la qualificació del mateix gran premi quedant-se en la 19a posició.
En la següent cursa va aconseguir els seus primers punts en la categoria FIA Formula 3 acabant 5è i 9è en les dues curses al circuit de Paul Ricard.
Va acabar la temporada onzè amb 42 punts, amb dos podis i acabant vuit vegades en el top deu en setze carreres.

### FIA Formula 2
El 2021, Lawson va participar en la Fórmula 2 amb l'equip Hitech, aconseguint una victòria en la carrera esprint al circuit de Sakhir. Va obtenir tres podis en el campionat de pilots.
Va repetir un any més a Formula 2 al 2022 amb l'equip de Carlin. Va obtenir quatre victòries i va guanyar al sprint a Jeddah, al circuit de Le Castellet i al circuit de Spa-Francorchamps, acabant la temporada en tercer lloc i aconseguint ser pilot de reserva a les escuderies Red Bull i AlphaTauri al 2023.

### DTM
Lawson va ser un dels grans protagonistes a la temporada 2021 de DTM. Va entrar a la categoria amb l'equip AF corse que és part del projecte de Red Bull i va guanyar en el seu debut al Circuit de Monza. També va obtenir una doble victòria al circuit de Red Bull Ring, però va acomiadar-se de les opcions de títol després del final a la carrera de Norisring en acabar el divuitè de la cursa

### Fórmula 1
Lawson va debutar a la Fórmula 1 al Gran Premi dels Països Baixos després que en els entrenaments lliures el pilot d'AlphaTauri Daniel Ricciardo patís una lesió al canell després d'intentar evitar a Oscar Piastri. Lawson va oferir un bon debut a Zandvoort, encara que no va aconseguir sumar cap punt. Al següent Gran Premi va aconseguir els seus primers punts en la Formula 1, acabant la cursa en novena posició al circuit urbà de Singapur. Era la millor posició obtinguda per l'escuderia en tota la temporada. Va participar en 6 de les 24 curses del campionat sorprenent a Helmut Marko, director de Red Bull. És possible que tingui un lloc a l'equip per la temporada 2025.